# منتخب بريطانيا العظمى لكرة الأرض للسيدات
منتخب بريطانيا العظمى الوطني لكرة الأرض للسيدات (بالإنجليزية: Great Britain women's national floorball team)‏ هو ممثل المملكة المتحدة الرسمي في المنافسات الدولية في كرة الأرض للسيدات.